# Parajubaea cocoides
Parajubaea cocoides es una especie de planta perteneciente a la familia de las palmeras (Arecaceae). Es originaria de Suramérica desde Colombia hasta Ecuador.

## Descripción
Es una palma monocaule de hasta 20 m, tiene hojas pinnadas, sin capitel, inflorescencias bisexuales; los frutos son comestibles.

## Taxonomía
Parajubaea cocoides fue descrita por Max Burret y publicado en Repertorium Specierum Novarum Regni Vegetabilis 11: 48, f. 2. 1930.
Etimología
Parajubaea: nombre genérico compuesto que proviene de para = "cercana" y jubaea, indicando su cercanía con el género Jubaea.
cocoides: epíteto latino que significa "similar al coco".